# ضربه‌گیرماهی
ضربه‌گیرماهی (نام علمی: Chloroscombrus) نام یک سرده از تیره گیش‌ماهیان است.